# Aeroporto de Berlim-Tempelhof
O Aeroporto de Berlim-Tempelhof foi um dos três grandes aeroportos de Berlim (Alemanha), juntamente com o Aeroporto de Berlim-Tegel e o Aeroporto de Berlim-Schönefeld. Construído durante o Regime Nazista, serviu de oficina de manutenção de aeronaves e de abrigo durante a Segunda Guerra Mundial.
Tempelhof foi um dos três aeroportos icônicos da Europa antes da Segunda Guerra Mundial, sendo os outros o extinto Aeroporto Croydon de Londres e o antigo Aeroporto Paris-Le Bourget. Adquiriu um status icônico como o centro da ponte aérea de Berlim de 1948-49. Uma das características mais distintivas do aeroporto é seu enorme telhado em estilo dossel que se estende sobre o avental, capaz de acomodar a maioria dos aviões contemporâneos nas décadas de 1950, 1960 e início dos anos 1970, protegendo os passageiros dos elementos. O edifício principal do Aeroporto de Tempelhof já esteve entre os vinte maiores edifícios do mundo, mas também anteriormente continha a menor loja duty-free do mundo.
Sua operação foi encerrada em 30 de outubro de 2008. Atualmente, sua área foi transformada em um parque, sendo ele o maior parque público de Berlim; o "Tempelhofer Feld", ainda possui as pistas de pouso e decolagem, utilizadas como ciclovias, e o grande espaço aberto que se tornou local da prática de voos de parapente e outros esportes.
Recebe também o e-Prix de de Berlim, etapa do Campeonato Mundial ABB FIA de Fórmula E.
|  |  |